# 카와나 마치코
카와나 마치코(일본어: 川名 真知子 かわな まちこ[*], 1983년 9월 30일 ~ )는 일본의 여성 성우. 도쿄도 출신. 아오니 프로덕션 소속.

## 출연작
- 게게게의 키타로 - 소년
- 메탈 파이트 베이블레이드 - 아카츠키 소라
- 사쿠라 대전 OVA 뉴욕 - 켈리
- 원피스 - 비요
- 은여우(VOMIC) - 이케가미 유미
- 파워퍼프걸Z - 마츠바라 카오루
- CLANNAD, CLANNAD: AFTER STORY - 보탄